# Sphingius solanensis
Espèce
Synonymes
- Sosticus solanensis Gajbe, 1979

Sphingius solanensis est une espèce d'araignées aranéomorphes de la famille des Liocranidae.

## Distribution
Cette espèce est endémique d'Himachal Pradesh en Inde,. Elle se rencontre vers Solan.

## Description
La femelle holotype mesure 5,80 mm.

## Systématique et taxinomie
Cette espèce a été décrite sous le protonyme Sosticus solanensis par Gajbe en 1979. Elle est placée dans le genre Sphingius par Sankaran et Caleb en 2021.

## Étymologie
Son nom d'espèce, composé de solan et du suffixe latin -ensis, « qui vit dans, qui habite », lui a été donné en référence au lieu de sa découverte, Solan.

## Publication originale
- Gajbe, 1979 : « Studies on some spiders of the genus Sosticus from India (Araneae: Gnaphosidae). » Bulletin of the Zoological Survey of India, vol. 2, no 1, p. 69-74.